# Foto di gruppo (programma televisivo)
Foto di gruppo era un programma televisivo italiano di varietà, trasmesso nel 1974 in otto puntate, dal 3 febbraio al 24 marzo, sul Secondo Canale. Gli autori del programma erano Franco Castellano e Giuseppe Pipolo, la regia era di Carla Ragionieri e la direzione musicale di Gorni Kramer.  
Il programma andava in onda la domenica in prima serata ed era condotto da Raffaele Pisu insieme a Gianfranco Funari, con la partecipazione di Gianfranco D'Angelo, Boris Makaresko, Gerry Bruno, Mario e Pippo Santonastaso, Franco Latini, le gemelle Antonella & Nadia Cocconcelli, Rosanna Rufini, Meg Tarantino, Matilde Ciccia e il prestigiatore Tony Binarelli.
Funari raccontava barzellette e storielle (entrando in scena pronunciava il tormentone "E' permesso...?"); D’Angelo recitava monologhi comici imperniati sul personaggio di Amedeo Scassa, che in ogni puntata interpretava un ruolo diverso (motociclista, medico della mutua, agente del fisco, karateka, ecc.); i fratelli Santonastaso interpretavano scenette comiche; Makaresko realizzava interventi bizzarri; Binarelli eseguiva giochi di prestigio. Oltre a condurre la trasmissione, Pisu interagiva con il pupazzo Graspin.